# Marc Vann
Marc Vann (født 23. august 1954) er en amerikansk skuespiller, blandt andet kendt for sin rolle i CSI: Crime Scene Investigation, Angel og Early Edition.